# Лев (фильм, 2016)
«Лев» (англ. Lion) — австралийский биографический драматический фильм 2016 года, снятый Гартом Дэвисом (его дебют в качестве режиссёра) по сценарию Люка Дэвиса, основанному на научно-популярной книге 2013 года «Долгая дорога домой» Сару Брайерли. В фильме снимались Дев Патель, Санни Павар, Руни Мара, Дэвид Уэнам и Николь Кидман, а также Абишек Бхарате, Дивиан Ладва, Приянка Бозе, Дипти Навал, Танништа Чаттерджи и Навазуддин Сиддики. В фильме рассказывается реальная история о том, как Брайерли, спустя 25 лет после разлуки со своей семьёй в Индии, отправляется на их поиски. Это было совместное производство Австралии и Великобритании.
Фильм, мировая премьера которого состоялась на Международном кинофестивале в Торонто 10 сентября 2016 года, был выпущен в ограниченном прокате в Северной Америке 25 ноября 2016 года компанией The Weinstein Company, а затем вышел в широкий прокат 6 января 2017 года. Он был выпущен в Австралии 19 января 2017 года и в Великобритании 20 января 2017 года.
Фильм Лев был хорошо принят критиками, которые похвалили актёрскую игру (особенно Патель и Кидман), эмоциональный вес, визуальные эффекты, операторскую работу и сценарий. Он получил 6 номинаций на «Оскар» на 89-й церемонии вручения премии «Оскар», в том числе за лучший фильм, лучшую мужскую роль второго плана (Патель), лучшую женскую роль второго плана (Кидман) и лучший адаптированный сценарий. На 70-й церемонии вручения кинопремии Британской академии кино фильм получил премии BAFTA за лучшую мужскую роль второго плана (Патель) и лучший адаптированный сценарий. Фильм также имел коммерческий успех, собрав 140 миллионов долларов по всему миру и став одним из самых кассовых австралийских фильмов всех времён.

## Сюжет
Индия, 1986 год. Пятилетний Сару из бедной семьи из глубинки отправляется вместе со своим старшим братом Гуду на поиски работы. Ночью они прибывают на железнодорожную станцию (Burhanpur), где Гуду оставляет Сару спать на скамейке, строго наказав ему ждать, пока он не вернётся. Проходит какое-то время, но старший брат не возвращается, и Сару оказывается один на платформе станции и пытается его отыскать. Ему попадается пустой пассажирский поезд с открытыми дверями, и он заходит внутрь, где продолжает искать брата и засыпает на пассажирской полке. Проснувшись, он понимает, что поезд идёт полным ходом, и им овладевает испуг. Он бегает по вагону и зовёт на помощь. Проезжая мимо какой-то станции, где поезд сбавляет ход, он видит людей, которые видят его, просит их спасти его, но ему никто не помогает. Через какое-то время поезд прибывает на вокзал незнакомого ему города, где он также пытается отыскать брата. Он оказывается в Калькутте, где все жители говорят, в основном, на бенгальском — незнакомом ему языке. Он пытается заночевать в подземном переходе вместе с беспризорными детьми, но в этот же вечер полиция и социальные службы устраивают на беспризорников облаву, чтобы отправить их в детский приют. Сару удаётся ускользнуть и скрыться от преследования.
На следующий день он встречает молодую женщину по имени Нур, которая приводит его в свою квартиру, моет его и кормит. Она обещает познакомить его с одним «хорошим» человеком по имени Рама, который «поможет вернуться домой». После знакомства с Рамой Сару сбегает из дома Нур и скитается по городу в течение двух месяцев. Однажды некий молодой человек через окно кафе видит, как Сару передразнивает его, как тот ест ложкой. Он решает ему помочь и отводит его в полицию. Там Сару не может правильно назвать ни название своей деревни, ни имя своей матери, после чего его оформляют как пропавшего и отправляют в приют. Приют посещает женщина, которая представляется как миссис Сут, работник социальной службы. Она показывает ему фотографию Джона и Сьюзен, пары из Австралии, которые хотят его усыновить.
1987 год, Австралия. Сару приезжает в дом приёмных родителей Джона и Сьюзен, которые окружают его теплотой и заботой. Впоследствии они усыновляют ещё одного бывшего беспризорного мальчика по имени Мантош. У Мантоша не всё в порядке с психикой, в первый же день с ним случается припадок.
Проходит 20 лет. Сару, Сьюзен и Джон собираются в ресторане, чтобы отметить проводы Сару в Мельбурн, куда он едет на учёбу на курсы гостиничного бизнеса. Они ждут Мантоша, но тот не приходит. Сару приезжает к нему домой и просит его больше не расстраивать мать. В Мельбурне друзья Сару из Индии, которые учатся с ним вместе, устраивают застолье, где он видит на столе кухни джалеби (национальная индийская сладость) и вдруг вспоминает, как просил в детстве старшего брата Гуду купить ему их. Он рассказывает друзьям, что он родом не из Калькутты, как они считали, а совсем из другого места. Название его деревни никто не знает, но друзья советуют ему поискать свою деревню в программе Google Планета Земля, узнать, с какой скоростью тогда ездили пассажирские поезда, и рассчитать маршрут, сопоставив с временем, проведённым им в пути. Сару целыми днями и вечерами сидит с ноутбуком и ставит метки на карте Индии, прокладывая предполагаемый маршрут в Калькутту. Со временем он впадает в депрессию, ссорится со своей девушкой Люси и уходит с работы. После разговора со Сьюзен он решает смириться и прекратить поиски. Он снимает все метки с карты Индии, после чего срывает её со стены, но перед тем как закрыть ноутбук, он вдруг, случайно видит место с названием Ганеша Талай, где узнаёт знакомые ему места. До этого времени он произносил название деревни как Ганештали, которое, по всей видимости, звучит на разных наречиях по-разному. Он едет в дом приёмных родителей и сообщает им, что хочет отправиться на родину, чтобы увидеть свою родную мать, если она ещё жива. Он летит в Индию, приезжает в свою родную деревню и находит развалины своего бывшего дома. Он расспрашивает местных жителей, не знают ли они его брата Гуду и сестру Шекилу. Один пожилой мужчина говорит ему, чтобы он следовал за ним. Он проходит в глубь деревни, где навстречу ему идёт толпа народа, впереди которой его мать и сестра. Сару спрашивает, где Гуду, мать плачет, а окружающие говорят ему, что Гуду «с богом». Позднее выясняется, что Гуду погиб в ту же ночь, попав под поезд, когда пропал Сару. Он обнимает мать и сестру, вместе с которыми возвращению Сару радуется вся деревня.
Заключительные кадры показывают встречу в деревне реальных прототипов фильма — Сару, его родной матери Камлы и приёмной матери Сьюзен.
В финальных титрах говорится, что мальчик неверно выговаривал своё имя (которое потом стало его паспортным именем): на деле его звали Шеру, что означает «лев» (отсюда и название фильма).

## В ролях
- Дев Патель — Сару Брайерли
- Санни Павар — Сару Брайерли в детстве
- Руни Мара — Люси, девушка Сару
- Николь Кидман — Сью Брайерли, приёмная мать Сару
- Дэвид Уэнем — Джон Брайерли, приёмный отец Сару
- Абхишек Бхарате — Гуду Кан, родной брат Сару
- Дивиан Ладва — Мантош Брайерли
- Кешав Джадхав — Мантош в детстве
- Приянка Бозе — Камла Мунши, родная мать Сару
- Дипти Навал — Сарой Суд
- Танништа Чаттерджи — Нур
- Навазуддин Сиддикуи — Рама

## Съемки
Основные съемки фильма начались в январе 2015 года в Калькутте, Индия. В середине апреля съемки переместились в Мельбурн, Австралия, а затем в Тасманию. Сцены с Кидман снимались в Австралии.
Отдельные эпизоды фильма снимались в месте под названием Хобарт (штат Тасмания), являющимся довольно непопулярным выбором для съёмки. Фильм получил статус крупнейшего австралийского проекта, задействовав максимальное количество человек в съемках, около трехсот человек. А сама картина получала финансовую поддержку из нескольких источников и разных стран.
Певица Сиа написала саундтрек «Never Give Up» специально для этого фильма.

## Релиз
Мировая премьера фильма состоялась 10 сентября 2016 года на Международном кинофестивале в Торонто. Он также был показан на открытии Цюрихского кинофестиваля 22 сентября 2016 года, на Лондонском кинофестивале 12 октября 2016 года и на Международном кинофестивале в Хэмптонсе 7 и 8 октября 2016 года.

## Критика
Фильм получил преимущественно положительные оценки кинокритиков. На сайте Rotten Tomatoes фильм имеет рейтинг 84 % на основе 270 рецензий критиков со средней оценкой 7,3 из 10. На сайте Metacritic фильм получил оценку 68 из 100 на основе 41 рецензий, что соответствует статусу «в основном положительные отзывы».

## Награды и номинации
- 2016 — приз зрительских симпатий на Чикагском кинофестивале.
- 2016 — приз «Золотая лягушка» фестиваля операторского искусства Camerimage (Грег Фрейзер).
- 2017 — 6 номинаций на премию «Оскар»: лучший фильм (Энджи Филдер, Эмиль Шерман, Йен Каннинг), лучший адаптированный сценарий (Люк Дейвис), лучшая мужская роль второго плана (Дев Патель), лучшая женская роль второго плана (Николь Кидман), лучшая операторская работа (Грег Фрейзер), лучшая оригинальная музыка (Хаушка, Дастин О’Хэллоран).
- 2017 — 4 номинации на премию «Золотой глобус»: лучший фильм — драма, лучшая мужская роль второго плана (Дев Патель), лучшая женская роль второго плана (Николь Кидман), лучшая оригинальная музыка (Хаушка, Дастин О’Хэллоран).
- 2017 — две премии BAFTA за лучший адаптированный сценарий (Люк Дейвис) и лучшую мужскую роль второго плана (Дев Патель), а также 3 номинации: лучшая женская роль второго плана (Николь Кидман), лучшая операторская работа (Грег Фрейзер), лучшая оригинальная музыка (Хаушка, Дастин О’Хэллоран).
- 2017 — две номинации на премию Гильдии киноактёров США за лучшую мужскую роль второго плана (Дев Патель) и лучшую женскую роль второго плана (Николь Кидман).
- 2017 — две премии AACTA Awards за лучшую мужскую роль второго плана (Дев Патель) и лучшую женскую роль второго плана (Николь Кидман), а также 3 номинации: лучший фильм, лучшая режиссура (Гарт Дэвис), лучший сценарий (Люк Дейвис).
- 2017 — номинация на премию «Сатурн» за лучший независимый фильм.
- 2017 — 5 номинаций на премию «Спутник»: лучший фильм, лучший адаптированный сценарий (Люк Дейвис), лучшая мужская роль второго плана (Дев Патель), лучшая женская роль второго плана (Николь Кидман), лучший монтаж (Александр де Франчески).
- 2017 — премия Гильдии режиссёров США за лучший дебютный полнометражный фильм (Гарт Дэвис).
- 2017 — номинация на премию «Молодой актёр» в категории «лучший молодой актёр в главной роли» (Санни Павар).
- 2018 — номинация на премию «Грэмми» за лучшую песню для визуальных медиа (Сиа и Грег Кёрстин за песню «Never Give Up»).